# Greendale (음반)
| 전문가 평가   | 전문가 평가 |
| 평가 점수     | 평가 점수   |
| 출처          | 점수        |
| ------------- | ----------- |
| AllMusic      | [ 1 ]       |
| Rolling Stone | [ 2 ]       |

《Greendale》은 캐나다의 음악가 닐 영의 스물다섯 번째 스튜디오 음반이다. 10곡으로 구성된 록 오페라인 영과 크레이지 호스의 《Greendale》은 가상의 캘리포니아주 해변 마을을 배경으로 한다. 그린가의 사화를 바탕으로 한 이 "오디오 소설"은 미국의 작은 마을을 탐험할 때의 복잡함과 감정의 깊이로 인해 손턴 와일더의 《우리 읍내》와 셔우드 앤더슨의 《와인스버그 오하이오》의 문학 고전에 비교되어 왔다.

## 테마
《Greendale》은 부패, 시간의 경과에 대한 관찰, 환경보호주의, 매스미디어 통합에 관한 수많은 주제를 결합하고 있다. 음반, 콘서트, 영화, DVD는 "아마추어"라고 불리는 것에서부터 《롤링 스톤》의 음악 평론가들에 의해 2003년 최고의 음반들 중 하나로 뽑히는 것까지 다양한 비판적 의견을 낳았다.

## 발매
이 CD는 원래 아일랜드 더블린 비카 스트리트의 그린데일 소재의 라이브 "닐 전용" 음향 공연 DVD와 함께 발매되었다. 이 공연은 아이튠즈나 아마존과 같은 디지털 다운로드 및 스트리밍 서비스를 통해 독립 실행형 라이브 음반으로 출시되었다.
2004년, 이 CD는 녹음 중인 음반의 스튜디오 내 공연을 다룬 다큐멘터리 "인사이드 그린데일"이 포함된 새로운 DVD와 함께 출시되었다. DVD 오디오 버전과 박스 세트 바이닐 LP 버전도 출시되었으며, 고급 해상도 스테레오와 5.1 서라운드 사운드 믹스, 그리고 영화 속 〈Devil's Sidewalk〉의 비디오가 포함되어 있다. 2004년 말, 배우들이 립싱크를 하는 장편 DVD가 출시되었다.
《Greendale》은 2012년 《Americana》까지 크레이지 호스가 참여한 마지막 닐 영의 음반이었고, 그 밴드와 함께 아홉 번째 음반이었다.
2020년 11월, 《Greendale》의 곡들을 수록한 라이브 음반이 《Return to Greendale》로 발매되었다.

## 곡 목록
모든 곡들은 닐 영에 의해 작사/작곡하였다.
| #   | 제목                     | 재생 시간 |
| --- | ------------------------ | --------- |
| 1.  | 〈Falling From Above〉   | 7:27      |
| 2.  | 〈Double E〉             | 5:18      |
| 3.  | 〈Devil's Sidewalk〉     | 5:18      |
| 4.  | 〈Leave the Driving〉    | 7:14      |
| 5.  | 〈Carmichael〉           | 10:20     |
| 6.  | 〈Bandit〉               | 5:13      |
| 7.  | 〈Grandpa's Interview〉  | 12:57     |
| 8.  | 〈Bringin' Down Dinner〉 | 3:16      |
| 9.  | 〈Sun Green〉            | 12:03     |
| 10. | 〈Be the Rain〉          | 9:13      |